# NGC 450

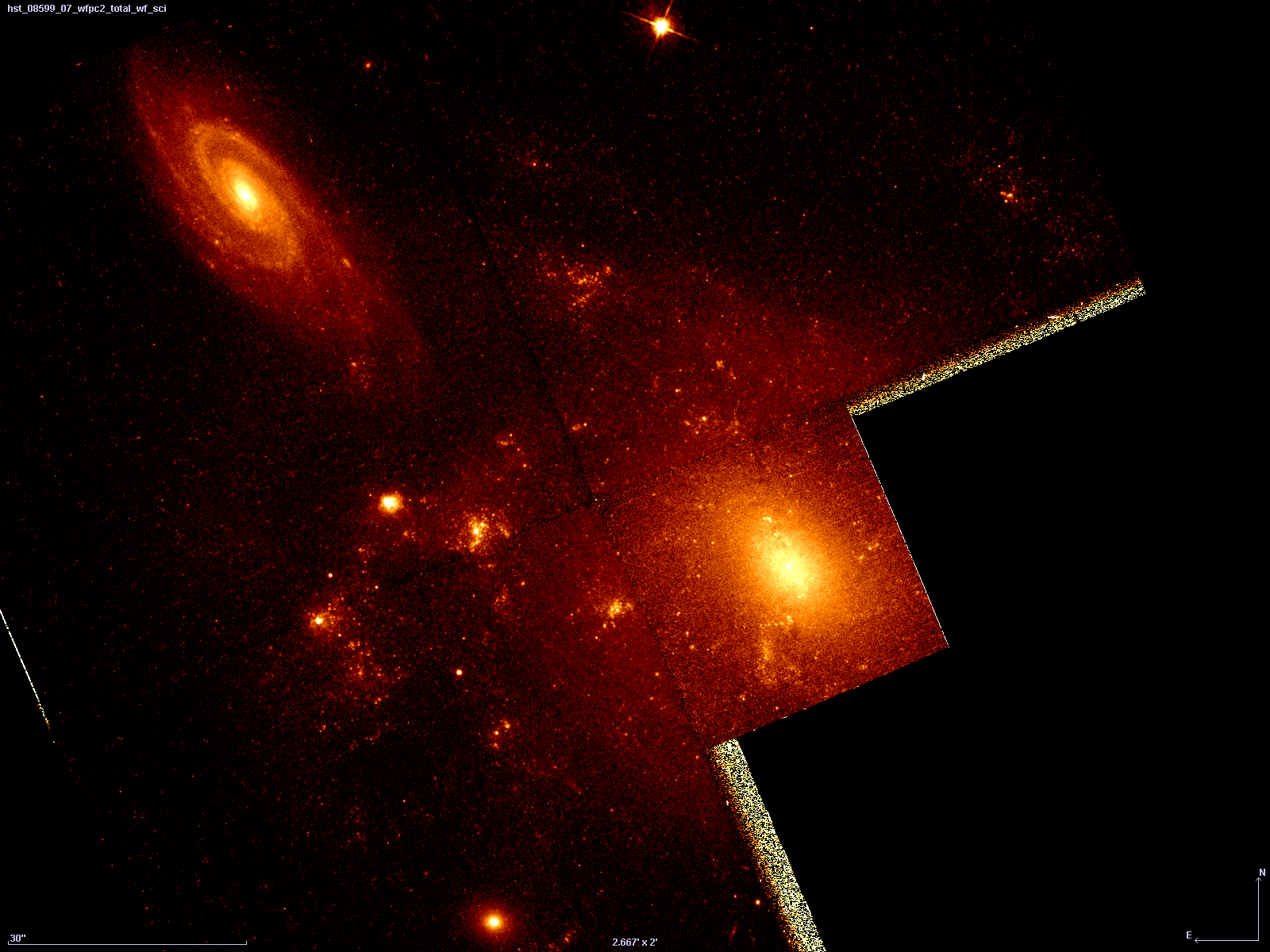
NGC 450 par le télescope spatial Hubble.

NGC 450 est une galaxie spirale intermédiaire cotonneuse située dans la constellation de la Baleine près de la galaxie PGC 4545. NGC 450 a été découverte par l'astronome germano-britannique William Herschel en 1785.

## Caractéristiques
Sa vitesse par rapport au fond diffus cosmologique est de 1 449 ± 22 km/s, ce qui correspond à une distance de Hubble de 21,4 ± 1,5 Mpc (∼69,8 millions d'al).
La classe de luminosité de NGC 450 est III_IV et elle présente une large raie HI. 
À ce jour, deux douzaines de mesures non basées sur le décalage vers le rouge (redshift) donnent une distance de 17,613 ± 2,259 Mpc (∼57,4 millions d'al), ce qui est tout juste à l'extérieur des valeurs de la distance de Hubble.

## Paire de galaixies?
La vitesse par rapport au fond diffus cosmologique de PGC 4545 est de 11 165 ± 23 km/s, ce qui correspond à une distance de 165 ± 12 Mpc (∼538 millions d'al). PGC 4545 est donc près de six fois plus éloigné que NGC 450. Cette paire de galaxie est donc un doublet optique.